# Algodoneros de la Comarca
Los Algodoneros de la Comarca fue un equipo que participó en la Liga Nacional de Baloncesto Profesional con sede en Torreón, Coahuila, México.

## Historia
Los Algodoneros de la Comarca fue uno de los equipos pioneros que fundaron la Liga Nacional de Baloncesto Profesional de México en el año 2000 con el nombre de Algodoneros de La Laguna.
El equipo tiene sus orígenes en el Circuito Mexicano de Básquetbol (CIMEBA) como El Calor de Torreón. En aquella liga no logró ni una sola victoria en más de 40 partidos, tras eso dejó el CIMEBA y fue invitado a jugar en la recién creada Liga Nacional de Baloncesto Profesional de México (LNBP). Así, fue uno de los equipos que jugaron la temporada de 2000.
En la temporada de 2002 llegó a la primera fase de las eliminatorias por el título. En 2004 cayó en primera ronda frente a los Barreteros de Zacatecas por 4-0.
La temporada 2007-08 fue una de las mejores del equipo tras la llegada al club de Noah Brown (Universidad del Sur de California), Karim Malpica, capitán de la selección de baloncesto de México, pero cayeron en cinco partidos contra los Lobos Grises de la UAD.

## Jugadores

### Roster actual
"Temporada 2010-2011"
- Karim Valentín Malpica Torres.
- Devoughn Lamont.
- Blake Walker Glenn.
- Paul Stoll.
- Freddie Martínez Arroyo
- Juan Tello Arellano.
- Víctor Méndez Cedillo.
- Manuel Guzmán.
- Michael Strobbe.
- Robert Day.
- Celso Loera.
- Rolando Nuñez
- Steve Sir

### Jugadores destacados
- Letheal Cook.